# Yeter Göksu
Hayriye Yeter Göksu (* 10. Januar 1943 in Malatya, Türkei) ist eine türkische Physikerin und frühere Professorin an der Universität Ankara sowie der Sultan-Qabus-Universität in Maskat, Oman.

## Berufsleben
Yeter Göksu studierte von 1960 bis 1968 Physik an der Universität Ankara und der Technischen Universität des Nahen Ostens. Nach dem Studium blieb sie an der Technischen Universität des Nahen Ostens, verbrachte einen Forschungsaufenthalt in Schweden und promovierte im Jahr 1973 in Angewandter Strahlenphysik an der Universität Birmingham. 1978 erhielt sie eine außerordentliche Professur an der Çukurova-Universität in Adana. Nach einem Forschungsaufenthalt an der Universität Oxford wechselte sie 1984 an die damalige Gesellschaft für Strahlen- und Umweltforschung, das heutige Helmholtz Zentrum München, wo sie von 1985 bis zu ihrem Renteneintritt im Jahr 2008 das Lumineszenzlabor leitete. Anschließend kehrte sie in die Türkei zurück und wurde Professorin und stellvertretende Leiterin des Instituts für Kernphysik der Universität Ankara. Sie erhielt 2010 eine Professur an der Sultan-Qabus-Universität bis zu ihrem Ruhestand im Jahr 2011.
Yeter Göksus fachlicher Schwerpunkt lag auf der Anwendung kernphysikalischer Messungen zur Altersbestimmung, insbesondere der Radiokarbonmethode und der Messung der Strahlendosis mittels Thermolumineszenz.

## Privatleben
Yeter Göksu war mit dem Physiker Hakkı Ögelman (1940–2011) verheiratet. Nach dem Militärputsch in der Türkei 1980 wurde sie zeitweilig entlassen und inhaftiert. Ihr wurde ihr Engagement in einer Vereinigung zur Stärkung der Rechte von Frauen vorgeworfen. Über ihre Verhaftung berichtete unter anderem die naturwissenschaftliche Fachzeitschrift Nature, nachdem sie in einem dort eingereichten Manuskript die Adresse ihres Gefängnisses als ihre Korrespondenzadresse angegeben hatte.